# Hogetemperatuursupergeleiding

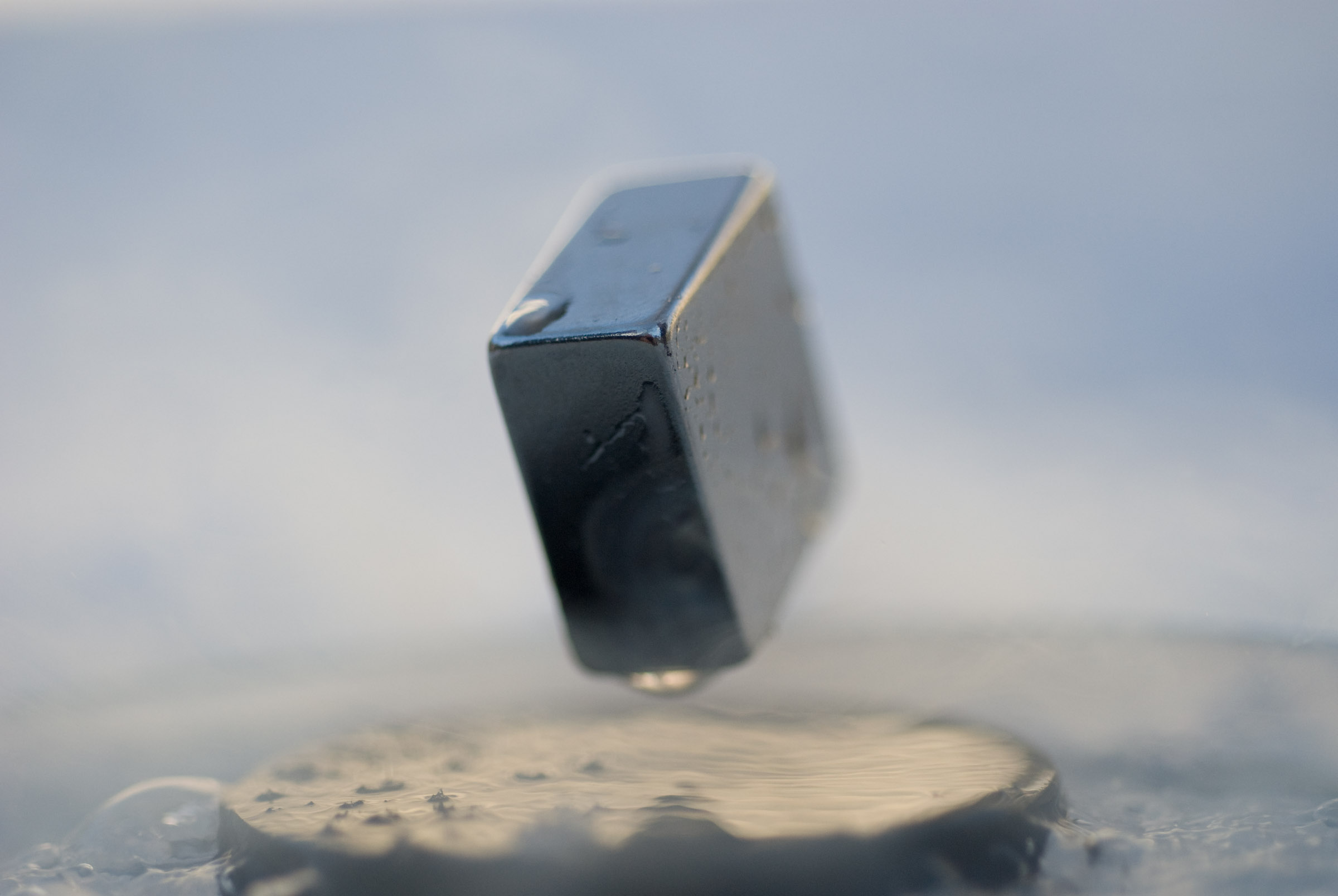
Een magneetje zweeft boven een stukje supergeleidend materiaal. De ontdekking van supergeleiding bij (relatief) hoge temperatuur maakt dit soort proefjes mogelijk met vloeibare stikstof in een open omgeving (in plaats van met vloeibaar helium in een afgesloten vat).

Hogetemperatuursupergeleiding (HTS) is het optreden van supergeleiding bij relatief hoge temperaturen, dat wil zeggen bij temperaturen die weliswaar zeer laag zijn, maar niet zo extreem laag als bij de eerder ontdekte lagetemperatuursupergeleiding.
Het fenomeen werd ontdekt in 1986 door Alex Müller en Georg Bednorz, een ontdekking waarvoor ze reeds het jaar daarna de Nobelprijs voor Natuurkunde ontvingen. Naast de term hogetemperatuursupergeleiding spreekt men ook wel van cupraatsupergeleiders, hoewel deze term minder correct is, sinds men in 2008 ook hogetemperatuursupergeleiders kent op basis van ijzer.

## Geschiedenis

Historie van de ontdekking van hogetemperatuursupergeleiders: kritische temperatuur van nieuw ontdekte supergeleiders uitgezet tegen de tijd.

Sinds de ontdekking van supergeleiding in 1911 door de Nederlandse fysicus Heike Kamerlingh Onnes, merkte men dat dit speciale fenomeen alleen optrad bij extreem lage temperaturen, niet hoger dan 30 K, ongeveer -240 °C. Later, in de jaren vijftig, werd een microscopische beschrijving op basis van de kwantumfysica gegeven voor supergeleiding door de BCS-theorie. Deze theorie leek erop te wijzen dat de hoogste temperatuur waarbij supergeleiding op zou kunnen treden inderdaad rond de 30 K lag. Boven deze temperatuur kunnen vanwege de sterke roostertrillingen geen cooperparen meer vormen.
Het was dan ook een grote schok toen de Zwitserse IBM-onderzoekers Müller en Bednorz in 1986 een nieuwe categorie keramische materialen, zogenaamde perovskieten, ontdekten die supergeleidend waren boven deze temperatuur. Dit was mede verrassend omdat keramisch materiaal als isolator werd beschouwd. In lanthaan-barium-koperoxide (La3Ba3Cu6O14, afgekort tot LBCO) trad supergeleiding op bij 35 K (-238 °C). Aanvankelijk waren vele wetenschappers sceptisch over hun resultaten, mede omdat supergeleiding in een oxide plaatsvond en niet in een metaal of legering, totdat onderzoeksteams van de universiteit van Tokio, de universiteit van Houston en Bell Labs hun resultaten konden bevestigen.

## Nieuwe materialen
Een jaar later creëerden Paul Chu van de Universiteit van Houston en Ken Wu van de Universiteit van Alabama een nieuw keramisch materiaal dat al supergeleidend werd bij ongeveer 90 K, hetgeen warmer is dan vloeibaar stikstof, een goedkoper koelmiddel dan het veel duurdere vloeibaar helium.
Vandaag de dag zijn er stoffen bekend die supergeleidend zijn tot op 130 K. Zo werd in 1993 een koperoxide-supergeleider (HgBa2Ca2Cu2O8) gevonden met een kritische temperatuur van 138 K. Daarnaast zijn inmiddels nog andere onconventionele supergeleiders ontdekt, zoals supergeleiding in organische systemen, ijzerverbindingen van lanthaniden en arseen (ijzerpnictiden), magnesiumdiboride (MgB2), fullerenen (C60-verbindingen en koolstofnanobuisjes), tweedimensionaal grafeen en zelfs DNA.
Een sluitende theoretische verklaring voor hogetemperatuursupergeleiding is door natuurkundigen nog niet gevonden. Wel is er een veelheid van speculatieve en onderling tegenstrijdige theorieën in omloop over de werking van hogetemperatuursupergeleiding, zoals de spinbag-theorie van Robert Schrieffer, het t-J-model van MIT, het spinon-holon-systeem van Phil Anderson en de stripes-theorie van Jan Zaanen en Antonio Bianconi.
In 2015 werd ontdekt dat waterstofsulfide (H2S) onder zeer hoge druk (90 GPa, ofwel 900.000 maal de atmosferische druk) supergeleidend wordt bij 203 K (-70 °C). Het is echter mogelijk dat het hier, ondanks het temperatuurrecord, om een 'conventionele' supergeleider gaat.

## Toepassing
In 2018-19 is in een windturbine succesvol proefgedraaid met elektrische stroom in supergeleidende circuits die de permanente magneten vervingen.